# Paul Held (Architekt, 1891)

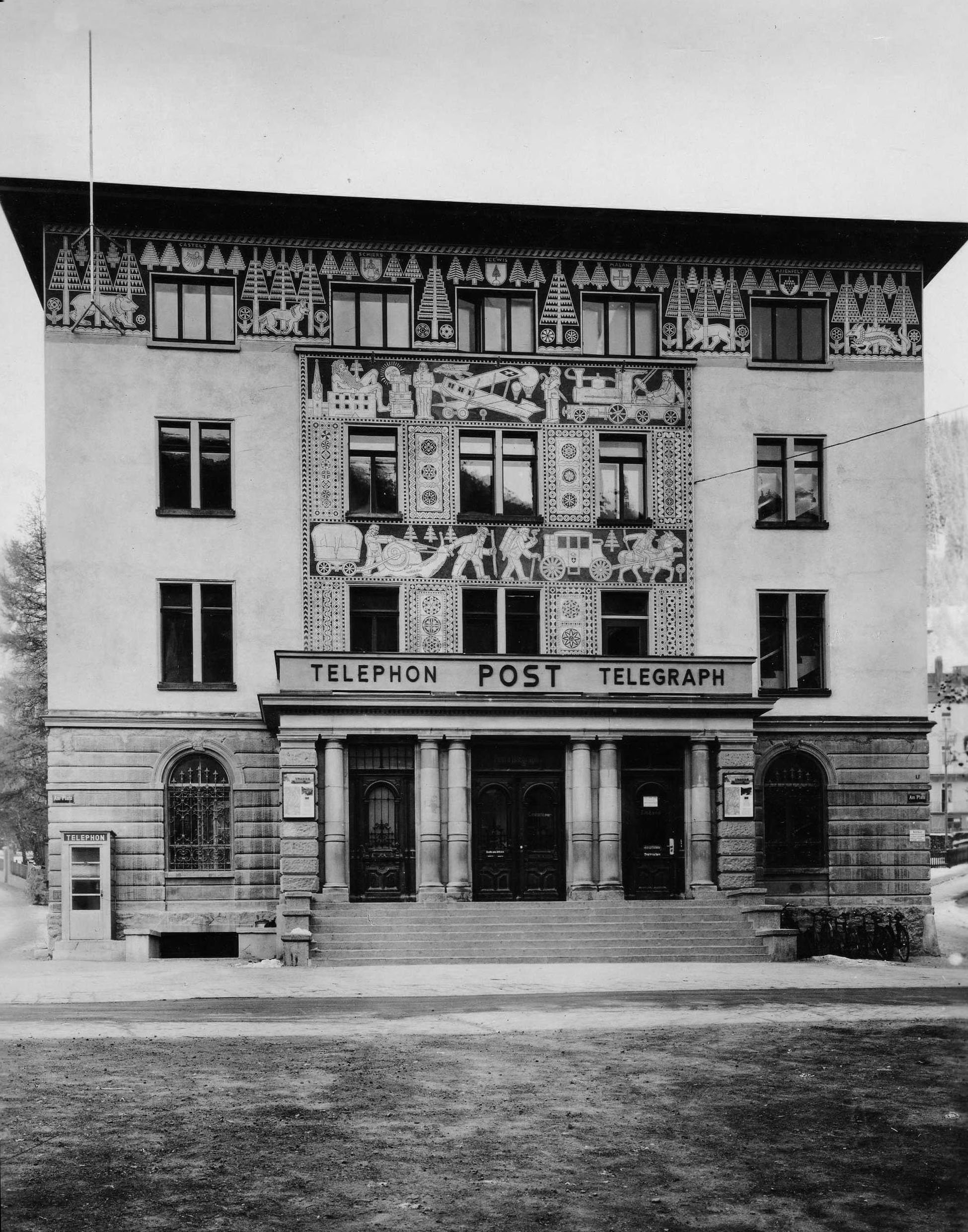
Alte Post Davos Sgraffito 1939

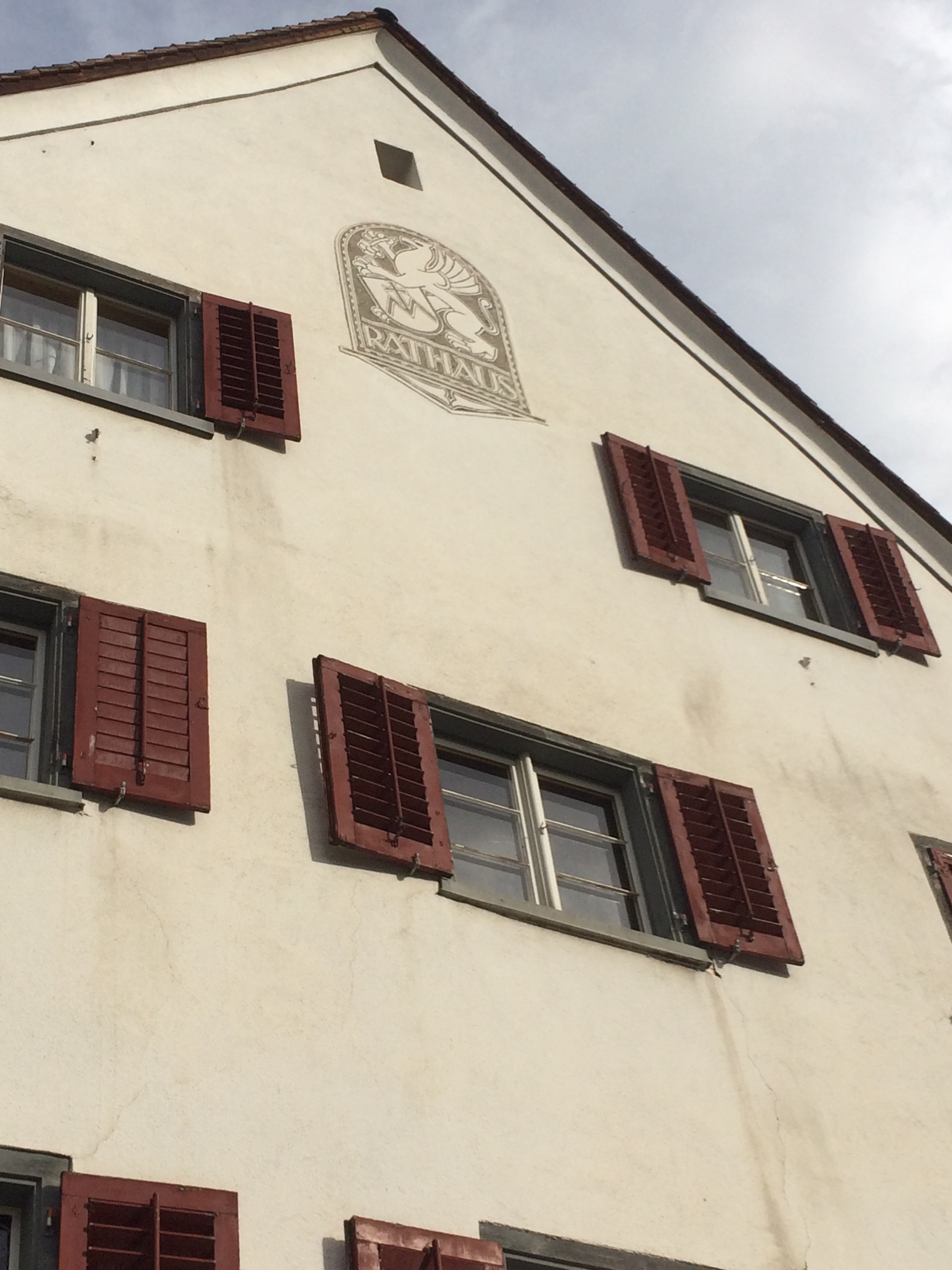
Malans, Rathaus, Sgraffito 1930

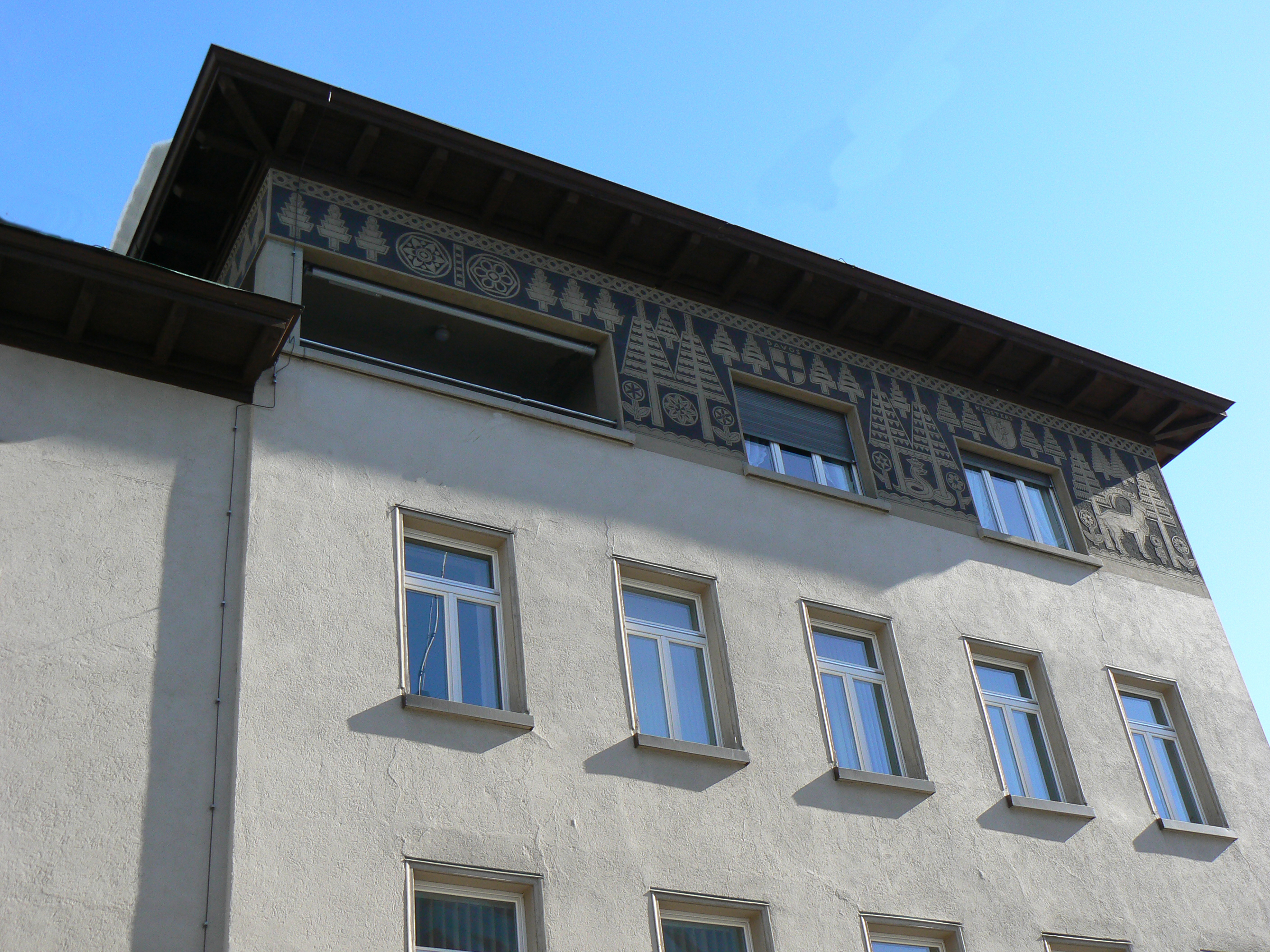
Alte Post Davos, Sgraffito von Paul Held 1939

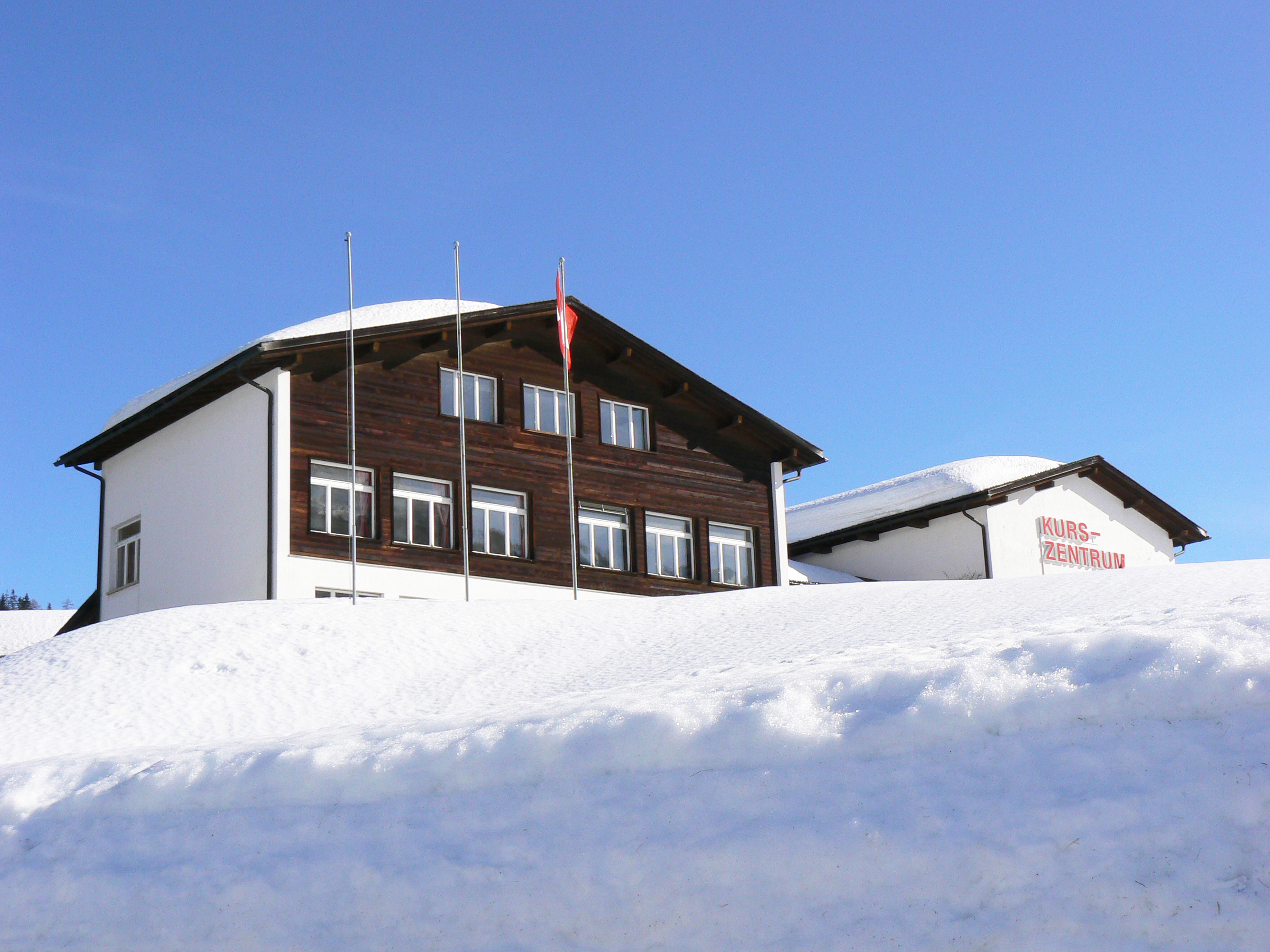
Schulhaus Davos Laret (1953) abgebrochen

Paul Held (* 27. Juni 1891 in Seewis-Pardisla; † 11. Februar 1953 in Chur) war ein Schweizer Architekt und Grafiker.

## Lehrjahre
Paul Held wurde als Sohn eines Lehrers in Seewis-Pardisla geboren und besuchte die Schulen in Seewis, Tamins und Schiers. Der Umzug der Familie nach Zürich im Jahre 1909 bot dem 18-Jährigen die Gelegenheit zur Aufnahmeprüfung an der Kunstgewerbeschule Zürich, die er dank seines zeichnerischen Talents bestand. Held besuchte die Fachklasse für dekorative Malerei, die er 1912 erfolgreich abschloss.
Eine dreijährige Anstellung bei den Architekten Schäfer und Risch in Chur führte Held zur Architektur. Beim Bau des Quaderschulhauses Chur war er massgeblich an den Entwürfen für die Raumausstattungen beteiligt. So sind die Malereien am Mittelpavillon, aber auch die malerische Ausgestaltung der Aula mit ihrem Deckenbild, der allegorischen Darstellung einer jungen Frau vor einem kosmischen Hintergrund, Werke von Paul Held. Die Entwurfsarbeit am Reissbrett und die Ausführung von Dekors am Bau interessierten den 21-Jährigen gleichermassen, und die Mitarbeit an diesem bedeutenden Werk des Schweizer Heimatstils bildete den Grundstein für seine weitere künstlerische Entwicklung.

## Ateliers in Zürich und Malans
In Zürich führte er in den darauffolgenden Jahren ein Atelier als Architekt und Grafiker. Anfangs entstanden Projekte mit dem Architekten Walter Gachnang, später eigene Wettbewerbsprojekte für öffentlichen Bauten, die in einer klassizistischen Formensprache gehalten sind. Die akribischen Pläne und Perspektiven sind im Nachlass erhalten. Das Projekt für eine Kirche Arbon war ein konziser Entwurf, der nicht ausgeführt wurde. Der Entwurf für eine Zigarettenreklame (‚Mont Blanc’, 1916) ist eine elegante Arbeit im Stil der Schweizer Plakatgrafik. Die Arbeiten Paul Helds aus dieser Zeit belegen, dass sich die kulturelle Produktion auch der kunstgewerblich orientierten Gestalter unbeirrt vom Kriegsgeschehen in Richtung Moderne bewegte.
Der Umzug in das Bauern- und Weinbaudorf Malans im Jahre 1923 mit seiner Frau Berta Graf und seinen zwei kleinen Söhnen Paul und Johann Ulrich war für Paul Held der Beginn einer wechselhaften Laufbahn. Architekturprojekte und Bauten, grafische Aufträge, architektonische Dekors und Möbel entstanden in Malans und im weiteren Umkreis. Auch kleine Aufträge wie die Gestaltung von Weinetiketten wurden mit Akribie ausgeführt. Zwischen 1924 und 1926 schuf Held für drei lokale Weinproduzenten Etiketten in Golddruck für Completer, die den exklusiven Weisswein auf elegante Weise repräsentierten. Die Einheit von Bild und Schrift ist vom klassischen Buchdruck abgeleitet.
Held zeichnete teilweise beim Drucker direkt auf den Stein; so das Plakat ‚Flugtag Chur 1923’, eine Lithographie in Monotone (Plakatsammlung Verkehrshaus der Schweiz, Luzern). Die Zeichnung zeigt die für Helds Arbeiten der Zwanziger Jahre typische Gestaltungsmerkmale: Die Flugzeuge sind vogelähnlich beseelte Erscheinungen, die Konstruktion des Apparats ist architektonisch und ornamental interpretiert.

## Architekt und Zeichner in Malans
Von 1923 bis zum Ende der Dekade konnte Held als Architekt in Malans etwa zehn Bauten und Umbauten realisieren. Die Fassadengestaltungen und die originalen Innenraumteile des nur noch teilweise erhaltenen Hauses Kaufmann-Salis (1928, Wohnhaus mit Versammlungsraum) zeigen das Traditionsverständnis und die einfache Handwerklichkeit der deutschen Reformarchitektur eines Heinrich Tessenow. Am Ende der sechsjährigen Auseinandersetzung mit der lokalen Bauweise steht das Wohnhaus ‚Im Michel’ (1929), das bis heute ohne Veränderungen erhalten blieb. Dieses Werk zeigt auch im Innern die eigenständige Gestaltungskraft Paul Helds, die sich wenig vom regionalen Heimatstil des führenden Bündner Architekten Nicolaus Hartmann jun. berührt zeigt. Der Ausbruch der Weltwirtschaftskrise im Herbst 1929 beendete die meisten privaten Bauprojekte.
Paul Held verstärkte seine Tätigkeiten als Grafiker und Bildgestalter. Am Beginn des neuen Jahrzehnts stand der Auftrag für ein Wandbild am Rathaus Davos (1929–30). Dieser historische Bau erfuhr durch den Davoser Architekten Rudolf Gaberel eine radikale architektonische Neuinterpretation. Der dabei entstehende schmucklose Flachdachbau, ein Pionierbau der modernen Architektur in den Alpen, symbolisierte das fortschrittliche Davos, verlangte aber nach einem Fassadendekor, mit dem das Rathaus zeichenhaft im Dorfbild verankert werden konnte. Die 1974 unsachgemäss erneuerte Seccomalerei Helds orientiert sich am künstlerischen Urahnen Hans Ardüser und dokumentiert Helds erwachendes Interesse an den überlieferten Bildern der lokalen Kultur- und Kunstgeschichte, das im Nachlass auch in Form einer Wappen- und Hauszeichensammlung und einer Fotosammlung dokumentiert ist.
In dieser Zeit entstanden neue berufliche und persönliche Kontakte, so mit Rudolf Gaberel, oder dem Berner Bildhauer Erwin Friedrich Baumann, der zeitweise in Davos lebte. Für den Verkehrsverein Graubünden zeichnete Paul Held ab 1931 kleine Plakate, Titelbilder für Karten oder Führer und Werbegrafik für Tageszeitungen. Die ab 1932 entstandenen Wohn- und Geschäftshäuser zeigten nun eine rigidere Architektursprache, die zwischen der Davoser Moderne von Rudolf Gaberel und den spartanischen Holzbauten Paul Artarias stand. Sie sind durch einen äusserst sparsamen Umgang mit Baumaterialien gekennzeichnet. Diese Häuser offenbaren im Innern mit ihren farbigen Täferräumen und liebevoll gestalteten Treppen eine heitere, wohnliche Atmosphäre.

## Umzug nach Davos
Vor Beginn des Zweiten Weltkriegs verlegte Paul Held seinen Arbeitsort nach Davos. Der Grund war die Realisierung des grossen Fassadensgraffitos an der damaligen Post, ein Auftrag, der aus einem Wettbewerb unter der Leitung von Augusto Giacometti hervorgegangen war. Die im Vergleich mit den Bildwerken der Landesausstellung 1939 wenig pathetische Darstellung bezieht sich auf die Bildsprache der Briefmarke, die Ornamente der überlieferten Bündner Baukultur und die klassizistische Sgraffitokunst. Das Bildwerk anstelle zeigt die Geschichte der Post und des Reisens von ihren Anfängen bis zur damaligen Gegenwart auf durchaus humorvolle Art, beginnt sie doch als langsame Schneckenpost, gefolgt vom gemächlichen Kurier und dem gestressten Postkutscher. Erst die Dampflokomotive bringt auch den Mann von Welt nach Davos, wo der viel schnellere Pilot mit seinem Flugapparat schon wartet.
In der Nachkriegszeit baute Held in Davos Wohnhäuser, Wohnbauten und öffentliche Bauten. Ab 1946 war der spätere Designer Hans Gugelot zeitweise Mitarbeiter von Held. Paul Held starb am 11. Februar 1953 in Chur.